# Ратуша и беффруа Лира
Ратуша Лира (нидерл. Stadhuis van Lier) — здание городского совета бельгийского города Лира, расположенного в провинции Антверпен. Ратуша является одним из немногочисленных примеров общественных зданий, построенных в стиле брабантского рококо.
Расцвет производства и торговли сукном в XIV веке привел к возникновению в Лире палаты суконщиков (1367 год). Позднее в этом же здании стал собираться и городской магистрат. С переездом суконщиков в 1418 году в другое здание, сегодняшняя ратуша окончательно приобрела свою сегодняшнюю функцию.
В XVIII веке здание было существенно перестроено архитектором Яном Питером ван Баурсхейдтом (нидерл. Jan Pieter van Baurscheidt de Jonge) (1699-1768). В первоначальном виде сохранились только фрагменты боковых стен здания. Ратушу украшает выступающая за линию фронтона средняя часть (ризалит), увенчанная треугольным фронтоном с гербом Лира. Розетка на пристроенном в 1742 году парадном крыльце указывает на высоту Лира над уровнем моря: 6 метров.
Соседняя с ратушей башня — беффруа, и изначально не входила в комплекс ратуши. Лирская беффруа (вместе с другими бельгийскими и французскими) внесена в список всемирного наследия ЮНЕСКО под номером ID 943-013.
Ратуша открыта для посетителей только в сопровождении городского экскурсовода.